# Gavril Buciușcan
Gavril Ivanovici Buciușcan (Isacova, 27 marzo 1889 – Tiraspol, 23 ottobre 1937) è stato un politico moldavo.

## Biografia
Fu membro del Parlamento moldavo (1917–1918) e commissario per l'educazione della Repubblica Socialista Sovietica Autonoma Moldava. Buciușcan fu assassinato il 23 ottobre 1937 a Tiraspol, durante la Grande Purga.

## Opere
- G. Buciușcanu, Gramatica limbii moldovenești, Balta, 1925.